# Beatrix Langner

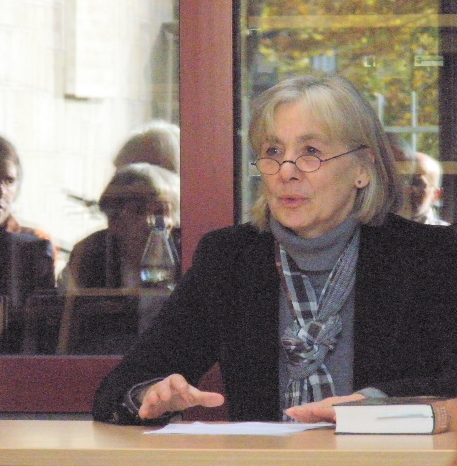
Beatrix Langner in Halberstadt 2013

Beatrix Katharina Langner (* 2. Juli 1950 in Berlin) ist eine deutsche Literaturwissenschaftlerin, Kritikerin und Schriftstellerin.

## Leben und Werk
Beatrix Langner wuchs im Rheinland auf und übersiedelte 1964 mit ihren Eltern in die DDR. Nach dem Studium der Germanistik und Anglistik an der Humboldt-Universität zu Berlin schloss sie 1982 die Promotion zum Dr. phil. ab. Ihre Dissertation beschäftigt sich mit der Struktur und Funktion von Erzählformen in Goethes Roman Wilhelm Meisters Wanderjahre.
Seit 1988 ist sie als freie Autorin tätig. Sie veröffentlichte seitdem zahlreiche Literatur-, Theater- und Filmkritiken und Feuilletons für Printmedien, u. a. Berliner Zeitung, Süddeutsche Zeitung und Neue Zürcher Zeitung, sowie Essays, literarische Features und Hörstücke (zeitweise unter dem Pseudonym Katharina Roesmer) für den Rundfunk, u. a. Deutschlandradio und Deutschlandfunk. Neben der Literatur des 18. Jahrhunderts und der europäischen Aufklärung bilden interdisziplinäre Aspekte der Annäherung von Künsten und Wissenschaften und von Natur und Geschichte einen Schwerpunkt ihres Schreibens und Denkens.

## Schriften
Als Autorin
- Hölderlin und Diotima. Biographie. Insel Verlag, Frankfurt am Main 2001, ISBN 3-458-34416-0.[1] Zweite, leicht überarbeitete Auflage unter dem Titel Übermächtiges Glück. Die Liebesgeschichte von Hölderlin und Diotima, Insel Taschenbuch 4772, Insel Verlag Berlin 2020, ISBN 978-3-458-36472-6
- Der wilde Europäer. Adelbert von Chamisso. Biographie.[2] Matthes & Seitz Berlin Verlag, Berlin 2008, ISBN 978-3-88221-889-3.[3]
- Mark Brandenburg. Hoffmann und Campe, Hamburg 2011, ISBN 978-3-455-38089-7.
- Jean Paul, Meister der zweiten Welt. Biographie. Verlag C.H. Beck, München 2013, ISBN 978-3-406-63817-6.[4]
- Shäkspears Koffer (Text und Idee, unter Verwendung von Goethe-Zitaten), Künstlerbuch, Gestaltung und Herstellung Christian Ewald, Katzengraben-Presse, Berlin 2013[5]
- Die 7 größten Irrtümer über Frauen, die denken. Essay. Matthes & Seitz Berlin Verlag, Berlin 2017, ISBN 978-3-95757-337-7.[6]
- Kröten. Ein Portrait. Matthes & Seitz, Berlin 2018, ISBN 978-3-95757-546-3.[7]
- Der Vorhang. Roman. Matthes & Seitz, Berlin Verlag 2021, ISBN 978-3-7518-0019-8.

Als Herausgeberin
- Jean Paul: Leben des vergnügten Schulmeisterlein Maria Wutz. Mit einem Nachwort von Beatrix Langner, Ein Festtag der Poesie oder Sieben Stufen, Beck, München 2012, ISBN 978-3-406-63828-2.
- Johannes Kepler: Der Traum oder: Mond-Astronomie. Sommnium sive astronomia lunaris mit einem Leitfaden für Mondreisende, mit einem Essay von Beatrix Langner. Das Kugelspiel, Matthes & Seitz Berlin Verlag, Berlin 2011, ISBN 978-3-88221-626-4.

Hörspiele (Auswahl)
- Der blaue Vogel, nach Maurice Maeterlinck, Stimme der DDR 1977.
- Zäpfel Kerns Abenteuer (Literaturbearbeitung, 6 Teile nach O.J. Bierbaum) Rundfunk der DDR 1978.
- Iwan der Narr (nach L. N. Tolstoi), Stimme der DDR 1979.
- Die neue Melusine (Literaturbearbeitung nach Johann Wolfgang von Goethe) Rundfunk der DDR 1981.
- Schiller. Monolog. Deutsche Grösse. 1997 („L. Der Literaturbote“ 94/2009)

Features/Radioessays (Auswahl)
- Über das Schisma der Vernunft. Die halbe Emanzipation der Literatur in der DDR, Radioessay, Deutschlandsender Kultur 1990, 30 min
- Die Stimme der Versöhnung. Der literarische Nachlass Johannes Bobrowskis im Deutschen Literaturarchiv Marbach, Deutschlandsender Kultur 1991, 55 min
- Die Wolpryla-Connection. Etwas über die Sprachgemeinde DDR, Radioessay, Deutschlandsender Kultur 1993, 30 min
- Es ist was es ist. Hommage an Erich Fried, Deutschlandsender Kultur 1993, 55 min
- Tanz der Henkersworte. José F. A. Oliver, Dichter und Gastling in Deutschland, Deutschlandradio 1994, 55 min
- Die Sprache danach. I. Der eigenen Stimme misstrauen – Der deutsche Sprachnotstand nach 1945, II. Wendesprache oder Sprachwende – Die Deutschen auf dem Weg in die Mehrsprachigkeit, Deutschlandradio 1995
- Herz oder Igel. Günter Eichs Endspiele der Moderne, Radioessay unter Verwendung von Texten von Günter Eich und Jacques Derrida, Deutschlandradio 1995, 55 min
- Antigone 1948 oder Die Liebe zu den Untergehenden. Ein Feature in sieben Bildern (Mit Originaltonausschnitten von Bertolt Brecht und Helene Weigel, Musik: Hanns Eisler, Sieben Arten, den Regen zu beschreiben) Deutschlandradio 1998, 55 min
- In meiner Seele ist jetzt Winter. Ludwig Wittgensteins Rückkehr in die österreichische Literatur. Unter Verwendung der privaten Tagebücher 1930/31 und 1936/37, Deutschlandradio 1999, 55 min
- Freunde unter dem Alten Mond. Arnold Zweig und die Kunstakademie der DDR, Deutschlandradio 2002
- Chronik der kleinen Untergänge. Aus den Skizzenbüchern von Alfred Polgar, Deutschlandradio 2006

Einzelveröffentlichungen in Sammelbänden (Auswahl)
- Der Name der Blume. Schillers Trauerspiel „Die Braut von Messina“ als Dramaturgie der geschichtlichen Vernunft, in: Otto Dann, N. Oellers, E. Osterkamp (Hrsg.): Schiller als Historiker. Metzler Verlag, Stuttgart 1995, ISBN 3-476-01333-2.
- Salto postmortale. Christa Wolf und Volker Braun – zwei verspätete Klassiker der DDR-Literatur, in: Heinz Ludwig Arnold: text + kritik. Sonderband: DDR-Literatur der neunziger Jahre, Tübingen 2000, ISBN 978-3-88377-642-2.
- In der Provinz oder Beeskow ist nicht so schlimm als es klingt. In: Ina Hartwig (Hrsg.): Kursbuch 153 Literatur – Betrieb und Passion. Rowohlt Verlag, Berlin 2003, ISBN 978-3-87134-153-3.
- Halb Erdenkloß, halb Himmelspächter, Der Universalpoet Ulrich Holbein, In: Am Erker, Zeitschrift für Literatur. 61/2011, Daedalus Verlag, Münster 2011, ISBN 978-3-89126-561-1.
- Migranten gegen Giganten. Oder: Wie spricht eigentlich die dritte Natur, in: Dritte Natur, 02/1.2020, Hrsg. Steffen Richter, Matthes & Seitz Berlin Verlagsgesellschaft, Berlin 2020, S. 143–157, ISBN 978-3-95757-538-8.

## Auszeichnungen
- 1990/91: Arbeitsstipendium der Thyssen-Stiftung, Deutsche Schillergesellschaft Marbach a.N.
- 2003: Literaturstipendium des Landes Brandenburg
- 2013: Gleim-Literaturpreis Halberstadt
- 2017: Aufenthaltsstipendium des Vereins Villa Decius Krakau